# Erythroxylum havanense
Erythroxylum havanense es una especie de planta fanerógama perteneciente a la familia Erythroxylaceae. Se distribuye en el Caribe, Colombia, Costa Rica, Ecuador, Haití, Panamá, México, Nicaragua y Venezuela.

## Taxonomía
Erythroxylum amazonicum fue descrita por el botánico autríaco Nikolaus Joseph von Jacquin y la descripción publicada en Enumeratio Systematica Plantarum, quas in insulis Caribaeis 21 en 1760.

## Nombres comunes
- En Panamá: jibá[2]